# Supercopa d'Espanya de bàsquet de 2008
La Supercopa espanyola de bàsquet 2008 es va disputar al Principe Felipe Arena, a Saragossa. Els equips participants van ser:
- CAI Zaragoza - equip organitzador
- TAU Vitòria - Campió de la Lliga ACB 2007/08
- DKV Joventut - Campió de la Copa del Rei de bàsquet 2008
- Regal FC Barcelona - Finalista de la Lliga ACB 2007/08

## Quadre resum
|  | Semifinals                 | Semifinals   |                            |    | Final | Final |
|  |                            |              |                            |    |       |       |
|  | 26 de setembre - Saragossa |              |                            |    |       |       |
|  |                            |              |                            |    |       |       |
|  | CAI Zaragoza               | 96           |                            |    |       |       |
|  | CAI Zaragoza               | 96           | 27 de setembre - Saragossa |    |       |       |
|  | DKV Joventut               | 81           |                            |    |       |       |
|  | DKV Joventut               | 81           | CAI Zaragoza               | 85 |       |       |
|  | 26 de setembre - Saragossa |              | CAI Zaragoza               | 85 |       |       |
|  |                            | TAU Ceràmica | 86                         |    |       |       |
|  | TAU Ceràmica               | TAU Ceràmica | 86                         | 73 |       |       |
|  | TAU Ceràmica               |              |                            | 73 |       |       |
|  | Regal FC Barcelona         | 70           |                            |    |       |       |
|  | Regal FC Barcelona         | 70           |                            |    |       |       |

### Semifinals
| 26 de setembre del 2008 19:00 CET | TAU Vitòria                                           | 73–70 | Regal FC Barcelona                                         | Pavelló Príncipe Felipe, Saragossa Àrbitres: Francisco de la Maza, Miguel Ángel Pérez Pérez, Lluis Guirao |
| 26 de setembre del 2008 19:00 CET | Resultats per quarts: 23-14, 20-27, 23-25, 7-4        |       |                                                            | Pavelló Príncipe Felipe, Saragossa Àrbitres: Francisco de la Maza, Miguel Ángel Pérez Pérez, Lluis Guirao |
| 26 de setembre del 2008 19:00 CET | Pts: McDonald 21 Rebs: McDonald 8 Assist: Rakocevic 4 |       | Pts: Ilyasova 18 Rebs: Ilyasova, Barton 6 Assist: Grimau 4 | Pavelló Príncipe Felipe, Saragossa Àrbitres: Francisco de la Maza, Miguel Ángel Pérez Pérez, Lluis Guirao |

| 26 de setembre del 2008 21:30 CET | CAI Zaragoza                                                   | 96–81 | DKV Joventut                                          | Pavelló Príncipe Felipe, Saragossa Àrbitres: Xavier Amorós, Juan Luis Redondo, José Javier Murgui |
| 26 de setembre del 2008 21:30 CET | Resultats per quarts: 27-33, 23-11, 24-17, 22-20               |       |                                                       | Pavelló Príncipe Felipe, Saragossa Àrbitres: Xavier Amorós, Juan Luis Redondo, José Javier Murgui |
| 26 de setembre del 2008 21:30 CET | Pts: Quinteros 21 Rebs: Starosta, Lewis 6 Assist: Victoriano 4 |       | Pts: Mallet 18 Rebs: 4 jugadors amb 6 Assist: Ribas 4 | Pavelló Príncipe Felipe, Saragossa Àrbitres: Xavier Amorós, Juan Luis Redondo, José Javier Murgui |

### Final
| 27 de setembre de 2008 20:00 CET | CAI Zaragoza                                      | 85–86 | TAU Vitòria                                                | Pavelló Príncipe Felipe, Saragossa Àrbitres: Miguel Ángel Pérez Pérez, Juan Luis Redondo, José Javier Murgui |
| 27 de setembre de 2008 20:00 CET | Resultats per quarts: 24-27, 11-17, 23-22, 27-20  |       |                                                            | Pavelló Príncipe Felipe, Saragossa Àrbitres: Miguel Ángel Pérez Pérez, Juan Luis Redondo, José Javier Murgui |
| 27 de setembre de 2008 20:00 CET | Pts: Lewis 19 Rebs: Garcés 6 Assist: Victoriano 5 |       | Pts: Prigioni 22 Rebs: 4 jugadors amb 4 Assist: Prigioni 3 | Pavelló Príncipe Felipe, Saragossa Àrbitres: Miguel Ángel Pérez Pérez, Juan Luis Redondo, José Javier Murgui |